# لانگ جان سیلور
لانگ جان سیلور (انگلیسی: Long John Silver) دزد دریایی پیر و دنیادیده و ماجراجویی است که یکی از شخصیت‌های اصلی کتاب جزیره گنج نوشته رابرت لوییس استیونسون نویسنده انگلیسی قرن هیجدهم است.

## مشخصات ظاهری
این شخصیت یک پای چوبی دارد و یکی از چشمانش کور است که آن را با یک چشم بند سیاه می‌بندد. البته در طول داستان چندین بار خواننده شک می‌کند که آیا واقعاً یک چشم وی نابینا است یا نه و در هیچ جای داستان جواب قطعی ای بدست نمی‌آورد. چاق است و با صدای بلند و الفاظ رکیک و لحن مکارانه صحبت می‌کند. یک طوطی سخنگو دارد که معمولاً بر روی شانه‌اش نشسته است. همچنین یک دوربین تک چشمی جز وسایل همیشگی اوست. به‌طور کلی می‌توان گفت شباهت ظاهری زیادی به شخصیت کاپیتان اهب در کتاب موبی دیک دارد.

## مشخصات فردی و اخلاقی
وی ملوانی بذله گو، رک و به شدت گستاخ و بی ادب است. در جای جای کتاب نویسنده از شوخی‌های این شخصیت برای رمزگشایی یا پیش بردن داستان استفاده می‌کند. وی چندین بار در طول داستان تغییر موضع می‌دهد و بین دو قطب خیر و شر داستان هرجا که نفع بیشتری می‌برد را انتخاب می‌کند. اما در کل ذاتی پاک، بی ریا، مهربان و فداکار دارد. تا جایی که حاضر می‌شود برای حفظ شخصیت اصلی جان خود را فدا کند اما همین پاکدلی به همراه هوش، زرنگی و تجربه در چند مورد وی را از مرگ نجات می‌دهد. در پایان لانگ جان سیلور ناپدید می‌شود و نویسنده تأکیدی بر زنده یا مرده بودن وی نمی‌کند.